# Кёкутэй Бакин
Кёкутэй Бакин (яп. 曲亭 馬琴, 4 июля 1767 — 1 декабря 1848) — японский писатель периода Эдо. Писал в жанрах фантастических рассказов, романов для взрослых[уточнить], развлекательных повестей. Настоящее имя — Такидзава Окикуни (яп. 滝沢興邦). Имел много псевдонимов.

## Биография
Кёкутэй Бакин родился 4 июля 1767 года в районе Фукагава города Эдо, в самурайской семье. Его отец, Такидзава Окиёси, был приближённым хатамото Мацудайры Нобунари, а старший брат, Такидзава Окимунэ, был известным мастером хайку. В 10-летнем возрасте Бакин стал главой рода Такидзава и начал служить роду Мацудайра. Однако он возненавидел своего сюзерена и в 14 лет покинул дом, решив посвятить себя литературе. Бакин стал изучать хайку под наставничеством Косигая Годзана, а в 23 года поступил в частную школу придворного врача Ямамото Мунэхидэ, планируя стать врачом. Он также посещал лекции по конфуцианству Камэды Хосая.
В 1790 году Бакин написал свой первый рассказ «Двойной кёгэн» (яп. 尺用二分狂言), который опубликовал в следующем году. С тех пор он работал в жанре повестей для взрослых до 1797 года. Однако литературная деятельность не приносила должной прибыли, поэтому Бакин параллельно занялся торговлей. В 1802 году он совершил путешествие в Киото, где познакомился со многими японскими писателями. Под влиянием увиденного, Бакин создал фантастическую повесть «Странные рассказы лунного льда» (яп. 月氷奇縁), которые принесли ему первый успех. В результате он всерьёз взялся за написание своих произведений, шлифуя стиль. К 1808 году Бакин издал «Записи о четырех небесных королях» (яп. 四天王剿盗異録), «Путешествие тремя странами за одну ночь» (яп. 三国一夜物語), «Сказание о вечном свете добра» (яп. 勧善常世物語), «Снег в саду примечаний» (яп. 標注園の雪), «Записи о глыбе госпожи Мацури Саё» (яп. 松浦佐用姫石魂録), «Сон влюблённых Санкацу и Хансити» (яп. 三七全伝南柯夢), «Редкие рассказы о дымчатой луне» (яп. 椿説弓張月). Последние два рассказа были иллюстрированы известным гравёром Кацусикой Хокусаем.
В 1814 году Бакин начал издавать своё самое крупное и самое известное в Японии произведение, историко-фантастический роман «Рассказ о восьми собаках Сатоми из Южной Авы», над которым писатель работал последующие 28 лет. Работа имела огромный успех, благодаря чему Бакин стал чаще заниматься историческими изысканиями. В 1839 году у Бакина заболели глаза, он стал меньше заниматься написанием собственных произведений и больше помогать молодым литераторам.
1 декабря 1848 года Кёкутэй Бакин умер. Его похоронили в монастыре Дзинко-дзи, в районе Бункё современного Токио. Труды Бакина оставались популярными до начала XX века и способствовали становлению новейшей японской литературы.